# Yaguarasaurus
Yaguarasaurus is een geslacht van uitgestorven mosasauroïden uit het Laat-Krijt (Turonien) van Colombia, Zuid-Amerika. 

## Naamgeving
De typesoort Yaguarasaurus columbianus werd in 1994 benoemd door de Colombiaanse paleontoloog María Páramo, voormalig directeur van het Museo de Geología José Royo y Gómez van INGEOMINAS in Bogotá. De geslachtsnaam verwijst naar Yaguará. De soortaanduiding verwijst naar de herkomst uit Colombia.

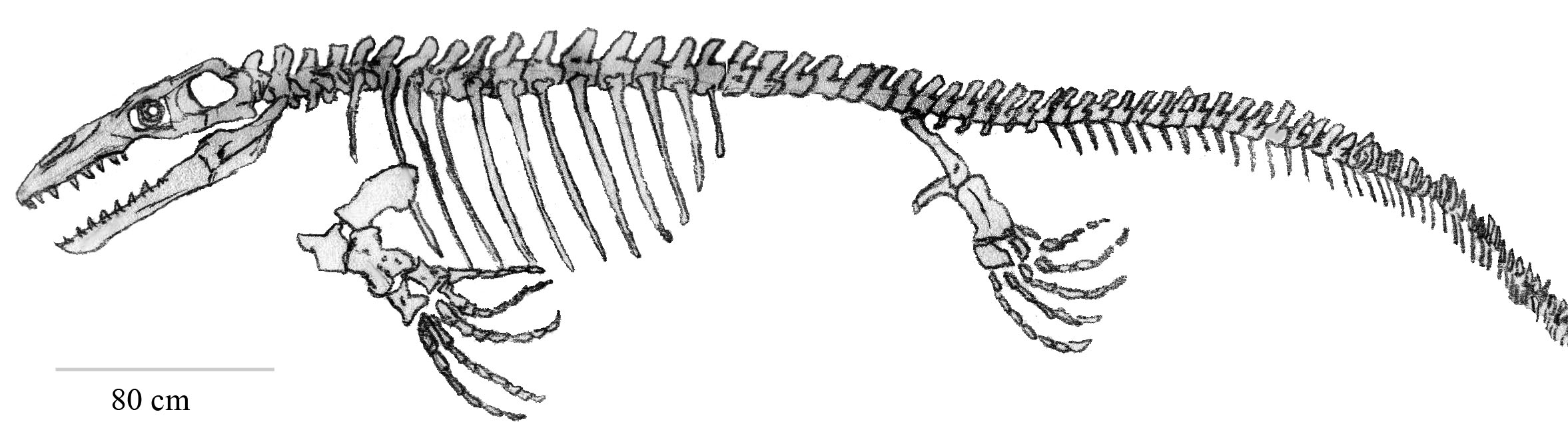
Het skelet van Yaguarasaurus

Het holotype BRV-68 werd gevonden in een kalksteenlaag (Laat-Turonien) van de La Fronteraformatie, in een afzetting van de Villeta Group, in de buurt van Yaguará, Huila, in een vindplaats genaamd Cueva Rica. Het bestaat uit een in verband liggende schedel, de drie eerste halswervels, twee ruggenwervels en ribben.
In 2000 werden drie nieuwe exemplaren beschreven: MP-1, MP-2 en MP-14.
In 2023 werd een tweede soort benoemd: Yaguarasaurus regiomontanus.

## Beschrijving
De eerste fossiele resten van Yaguarasaurus suggereerden een schedellengte van zevenenveertig centimeter en een totale lengte van vijf meter; een later gevonden schedel die zevenentachtig centimeter lang is, specimen MP-14, impliceert een groter formaat.
In Yaguarasaurus zijn veel kenmerken basaal. Het voorhoofdsbeen is lang. Het prefrontale is gescheiden van het frontopostorbitale. Het postorbitofrontale is gewikkeld om de beennaad tussen voorhoofdsbeen en wandbeen. De randen van het voorhoofdsbeen lopen achteraan vrijwel evenwijdig. Het wandbeen is in het midden iets ingesnoerd. Het quadratum heeft geen processus infrastapedialis. De achterste takken van het wandbeen staan in een verticale positie. De voorste bodem van de neusholte wordt gevormd door een grote septomaxilla. Het achterdeel van de balk tussen de neusgaten wordt gevormd door de voorzijde van de voorhoofdsbeenderen. De achterste buitendelen van het wandbeen zijn naar voren verbreed. De ectopterygoïden zijn naar voren en het midden verbreed.

## Fylogenie
Yaguarasaurus behoort tot de groep van mariene hagedissen, de Mosasauridae, die kenmerkend is voor het Midden- en Boven-Krijt, met wereldwijde verspreiding, maar in Zuid-Amerika alleen bekend door losse botten (Price, 1957, Pierce en Welles, 1959; Bonaparte, 1978; Ameghino, 1918). Yaguarasaurus vertegenwoordigde op het moment van ontdekking het meest complete mosasauride materiaal dat in Zuid-Amerika bekend was.

Een vergelijking in grootte met een mens

In de eerste beschrijvingen van Yaguarasaurus werd het geclassificeerd als een lid van de Plioplatecarpinae; de analyse door Polcyn en Bell (2005) toonde aan dat het een verre verwant was van de afgeleide mosasauriden en een naaste verwant was van Russellosaurus coheni en Tethysaurus nopscai, in een groep die een basale clade zou kunnen zijn, liggend voor de splitsing tussen de Tylosaurinae en Plioplatecarpinae, genaamd de Russellosaurina. Na de ontdekking van de basale mosasauroïde Pannoniasaurus uit Hongarije door Makádi et alii 2012 werd duidelijk dat Yaguarasaurus en de rest van de russellosaurinen een clade vormen van basale mosasauriden die verwant zijn aan de 'aigialosauriërs', een groep die de Tethysaurinae wordt genoemd.

Het onderstaande cladogram volgt de analyse van Makádi et alii in 2012:
|  | Tethysaurus nopcsai                                                                 |
|  |                                                                                     |
|  | \| \| Yaguarasaurus columbianus \| \| \| \| \| \| Russellosaurus coheni \| \| \| \| |
|  |                                                                                     |
|  | Yaguarasaurus columbianus                                                           |
|  |                                                                                     |
|  | Russellosaurus coheni                                                               |
|  |                                                                                     |

|  | Yaguarasaurus columbianus |
|  |                           |
|  | Russellosaurus coheni     |
|  |                           |

|  | Tethysaurus nopcsai                                                                 |
|  |                                                                                     |
|  | \| \| Yaguarasaurus columbianus \| \| \| \| \| \| Russellosaurus coheni \| \| \| \| |
|  |                                                                                     |
|  | Yaguarasaurus columbianus                                                           |
|  |                                                                                     |
|  | Russellosaurus coheni                                                               |
|  |                                                                                     |

|  | Yaguarasaurus columbianus |
|  |                           |
|  | Russellosaurus coheni     |
|  |                           |

Palci et alii (2013) beschrijven een nieuwe russellosaurine, Romeosaurus, en benoemden de Yaguarasaurinae, zustergroep van Tethysaurinae:
|  | Yaguarasaurus columbianus                                             |
|  |                                                                       |
|  | \| \| Romeosaurus \| \| \| \| \| \| Russellosaurus coheni \| \| \| \| |
|  |                                                                       |
|  | Romeosaurus                                                           |
|  |                                                                       |
|  | Russellosaurus coheni                                                 |
|  |                                                                       |

|  | Romeosaurus           |
|  |                       |
|  | Russellosaurus coheni |
|  |                       |

|  | Yaguarasaurus columbianus                                             |
|  |                                                                       |
|  | \| \| Romeosaurus \| \| \| \| \| \| Russellosaurus coheni \| \| \| \| |
|  |                                                                       |
|  | Romeosaurus                                                           |
|  |                                                                       |
|  | Russellosaurus coheni                                                 |
|  |                                                                       |

|  | Romeosaurus           |
|  |                       |
|  | Russellosaurus coheni |
|  |                       |